# Adam Sielicki
Adam Sielicki (ur. 1933) – polski inżynier łączności. Absolwent Politechniki Wrocławskiej. Od 1973 profesor na Wydziale Elektroniki Politechniki Wrocławskiej.